# Nicolás Cataldo
Nicolás Eduardo Cataldo Astorga (Valparaíso, 22 juin 1984) est professeur d'histoire et de sciences sociales et homme politique chilien, membre du Parti communiste du Chili (PCCh). Entre mars et septembre 2022, il a occupé le poste de sous-secrétaire à l’éducation et entre septembre 2022 et août 2023 celui de sous-secrétaire au développement régional et administratif. Il est actuellement ministre de l'Éducation sous le gouvernement de Gabriel Boric.

## Famille et études
Il a complété son éducation de base à l'école E-282 de Viña del Mar, poursuivant ses études secondaires au lycée Benjamín Vicuña Mackenna de la même ville et au lycée Eduardo de la Barra de Valparaíso. Il a poursuivi ses études supérieures. au collège de pédagogie en histoire et sciences sociales à l'Université de Valparaíso. Plus tard, il a étudié une maîtrise en éducation émotionnelle à l'Université Mayor.
Il est marié à la militante féministe Danae Prado Carmona, actuelle conseillère régionale de la région métropolitaine. Avec son épouse, il est père de deux enfants : Salvador Antonio et Matilde Violeta.

## Carrière professionnelle et politique
Militant du Parti Communiste du Chili (PCCh) depuis 19983, pendant ses études, il a été leader étudiant du secondaire et de l'université, rejoignant la Fédération des étudiants de l'Université de Valparaíso (FEUV).
Il a exercé sa profession en se spécialisant dans la conception de politiques publiques et le processus législatif, travaillant dans l'administration publique, tant au niveau central que local. Entre 2010 et 2013, il a été conseiller technique auprès du Département d'éducation et de perfectionnement du Collège de Enseignants du Chili (CP) et membre de l'équipe éditoriale de la revue Docencia. Parallèlement, en 2013, il est conseiller législatif en matière d'éducation auprès de la Chambre des députés du PC, en 2014, il devient chef de cabinet et conseiller législatif en matière d'éducation de la députée communiste de l'époque, Camila Vallejo.
Sous le deuxième gouvernement de Michelle Bachelet, entre 2015 et 2018, elle a travaillé au sein de l'équipe législative du ministère de l'Éducation nationale, s'impliquant dans le traitement des projets de loi liés à la création du « Système de développement professionnel des enseignants », du « Système d'éducation nouvelle » ". Public", "Enseignement supérieur", lois encourageant la retraite des enseignants et chef du projet "Statut des assistants d'éducation", initiatives qui faisaient partie de la réforme éducative promue par le gouvernement de l'époque.
De même, au niveau local, et après la promulgation de la loi n° 21 040, qui a créé le nouveau système d'éducation publique, en 2018, il a également travaillé à la mise en œuvre de l'un des premiers services locaux d'éducation publique, le service local d'éducation de Barrancas. , qui couvre les communes de Santiago de Cerro Navia, Lo Prado et Pudahuel. Par la suite, et jusqu'en janvier 2022, il a exercé les fonctions de chef de cabinet dans la municipalité de Cerro Navia.
En février 2022, il a été nommé chef du sous-secrétaire à l'éducation par le président élu de l'époque, Gabriel Boric, devenant ainsi le premier membre du Parti communiste à occuper ce poste. Il a assumé cette fonction le 11 mars de la même année, avec le début officiel de l'administration.
Le 6 septembre, sa nomination au poste de sous-secrétaire à l'Intérieur a été annoncée, en remplacement du socialiste Manuel Monsalve, dans le cadre du premier changement de cabinet du président Gabriel Boric ; cependant, quelques minutes plus tard, la nomination n'a pas été faite que ses publications. Des publications sur Twitter entre 2011 et 2013 ont été révélées, dans lesquelles il critiquait l'action des Carabiniers du Chili,. Deux jours plus tard, Boric a procédé à des changements dans la propriété de six sous-secrétaires d'État, parmi lesquels celui de l'Éducation, étant remplacé par Gabriel Bosque, également militant PC. Par conséquent, il a été réaffecté au cabinet, comme sous-secrétaire au Développement régional et administratif, en remplacement de Miguel Crispi, devenant ainsi le premier membre du PC à diriger ladite répartition.

## Controverses
Lors du changement de gouvernement le 6 septembre 2022, Nicolás Cataldo, qui était jusqu'alors sous-secrétaire à l'Éducation, serait nommé nouveau sous-secrétaire de l'Intérieur pour remplacer Manuel Monsalve, mais quelques heures avant le changement de gouvernement, on l'a appris sur les réseaux sociaux. met en réseau quelques tweets controversés de Nicolás Cataldo des années 2010, 2011 et 2019 contre les Carabineros du Chili.
Les tweets ont été rapidement supprimés de son compte Twitter, mais les critiques de l'opposition contre le nouveau sous-secrétaire n'ont pas attendu, arguant qu'il n'est pas cohérent qu'un sous-secrétaire qui a dénigré les carabiniers et la police soit chargé de la sécurité citoyenne du pays. En raison de cet inconvénient, la nomination au poste de sous-secrétaire à l'intérieur a été annulée, laissant Manuel Monsalve à son poste, tandis que Nicolás Cataldo a été nommé sous-secrétaire au développement régional. Plus tard, Nicolás Cataldo a clarifié ses commentaires sur Twitter aux médias, en disant : " Il n'a pas d'opinion critique sur le rôle des carabiniers".